# Elisabeth Strömberg

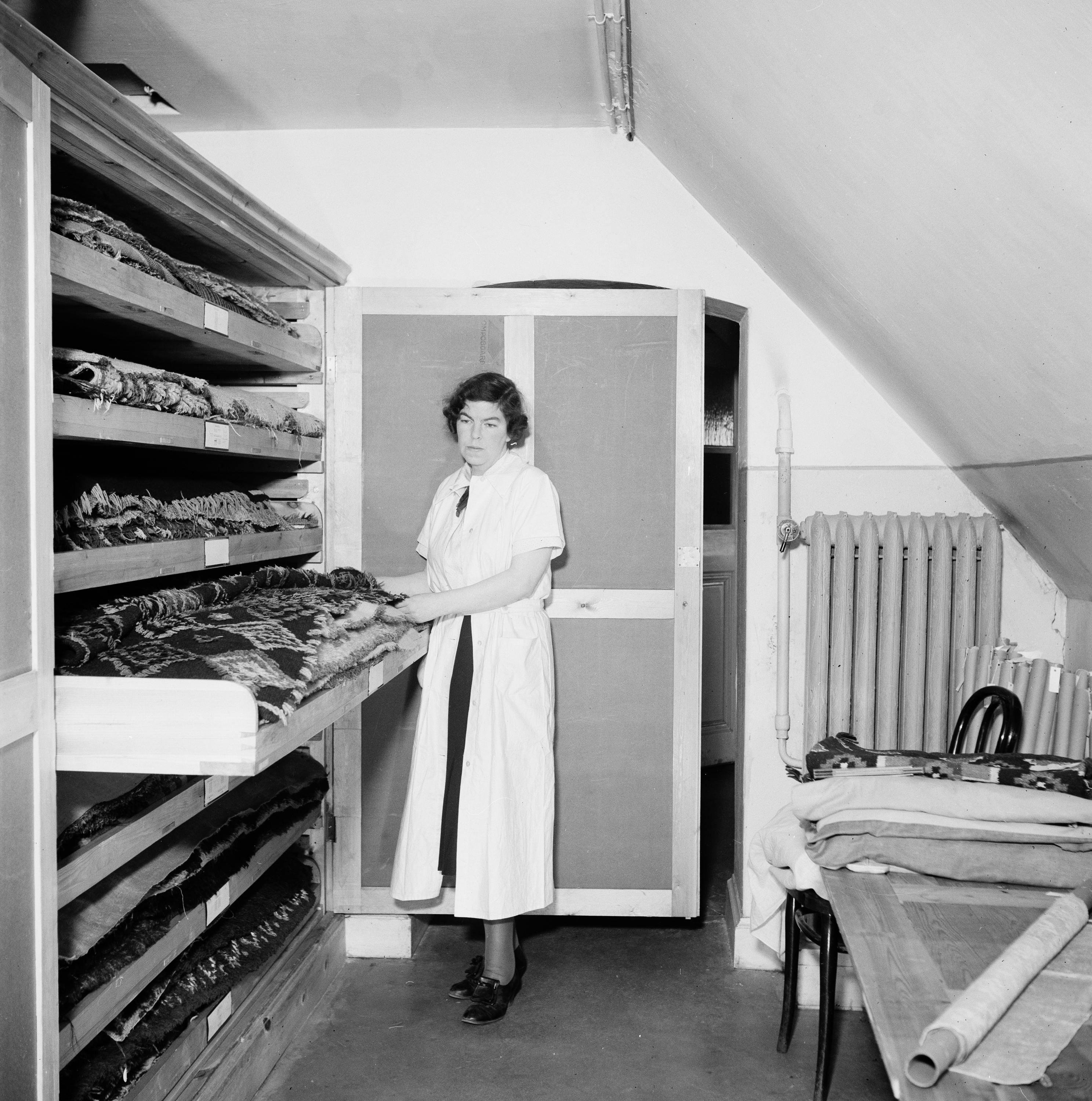
Elisabeth Strömberg fotograferad i Nordiska museets textilmagasin 1939.

Elisabeth Strömberg, född 18 juni 1906 i Hovmantorp, död 31 januari 1970 i Göteborg, var textilexpert och föreståndare för textilavdelningen vid Röhsska museet 1950–1970.
Strömberg var dotter till industrimannen Edvard Strömberg och hans hustru glaskonstnären Gerda Strömberg. Hon utbildade sig till vävlärare på Johanna Brunssons vävskola i Stockholm för att därefter arbeta som amanuens på Nordiska museet och Skansen 1933–1950. Tillsammans med Gunnel Hazelius-Berg och Anna-Maja Nylén ansvarade hon för Nordiska museets broderiutställning 1942.
År 1950 tillträdde Strömberg som amanuens och textilföreståndare vid Röhsska museet, och blev intendent där 1961. Några av hennes större insatser var att leda ombyggnaden av museets textilmagasin 1959–1962 samt arbetet med restaureringar av bland annat Chalmerska huset, Gunnebo slott och Aspenäs herrgård.